# Bors (Montmoreau-Saint-Cybard)
Bors(Montmoreau-Saint-Cybard) – miejscowość i gmina we Francji, w regionie Nowa Akwitania, w departamencie Charente.
Według danych na rok 1990 gminę zamieszkiwały 283 osoby, a gęstość zaludnienia wynosiła 18 osób/km² (wśród 1467 gmin regionu Poitou-Charentes Bors(Montmoreau-Saint-Cybard) plasuje się na 728. miejscu pod względem liczby ludności, natomiast pod względem powierzchni na miejscu 552.).